# A Florida Feud
A Florida Feud er en amerikansk stumfilm fra 1909 af Sidney Olcott.